# Староорловская улица (Санкт-Петербург)
Староорло́вская улица — улица в Выборгском районе Санкт-Петербурга. Меридиональная улица в историческом районе Шувалово. Проходит от Елизаветинской улицы до реки Каменки. Продолжает на север Большую Озёрную улицу. На север пересекает Каменку по Староорловскому мосту, переходя в Береговую улицу. Параллельна линии Финляндской железной дороги.

## История
Улица существует с 1877 года. Первоначально называлась Орловской улицей по фамилии Елизаветы Алексеевны Орловой-Денисовой (Никитиной), затем с 1880-х годов — Старо-Орловской по отношению к Ново-Орловской улице. Современное название улица носит с середины XX века.

## Пересечения
С юга на север (по увеличению нумерации домов) Староорловскую улицу пересекают следующие улицы:
- Елизаветинская улица — примыкание с переходом Старорловской улицы в Большую Озёрную улицу;
- переход Староорловской улицы в Береговую улицу по Староорловскому мосту через реку Каменку.

## Транспорт
Ближайшие к Староорловской улице станции метро — «Озерки» (около 1,65 км по прямой от начала улицы) и «Проспект Просвещения» (около 1,9 км по прямой от начала улицы) 2-й (Московско-Петроградской) линии.
Движение наземного общественного транспорта по улице отсутствует.
У начала Староорловской улицы расположена железнодорожная станция Шувалово.

## Достопримечательности и общественно значимые объекты
- Вокзал станции Шувалово (у начала улицы) — дом 2, корпус 2, литера Б; Памятник градостроительства и архитектуры регионального значения. 1898 год постройки. Архитектор Б. Гранхольм
- Дом финляндской железной дороги — дом 2, литера А. Памятник градостроительства и архитектуры регионального значения 1898 года постройки. Архитектор Б. Гранхольм
- Воднолыжный клуб «Озерки» — дом 17[уточнить].

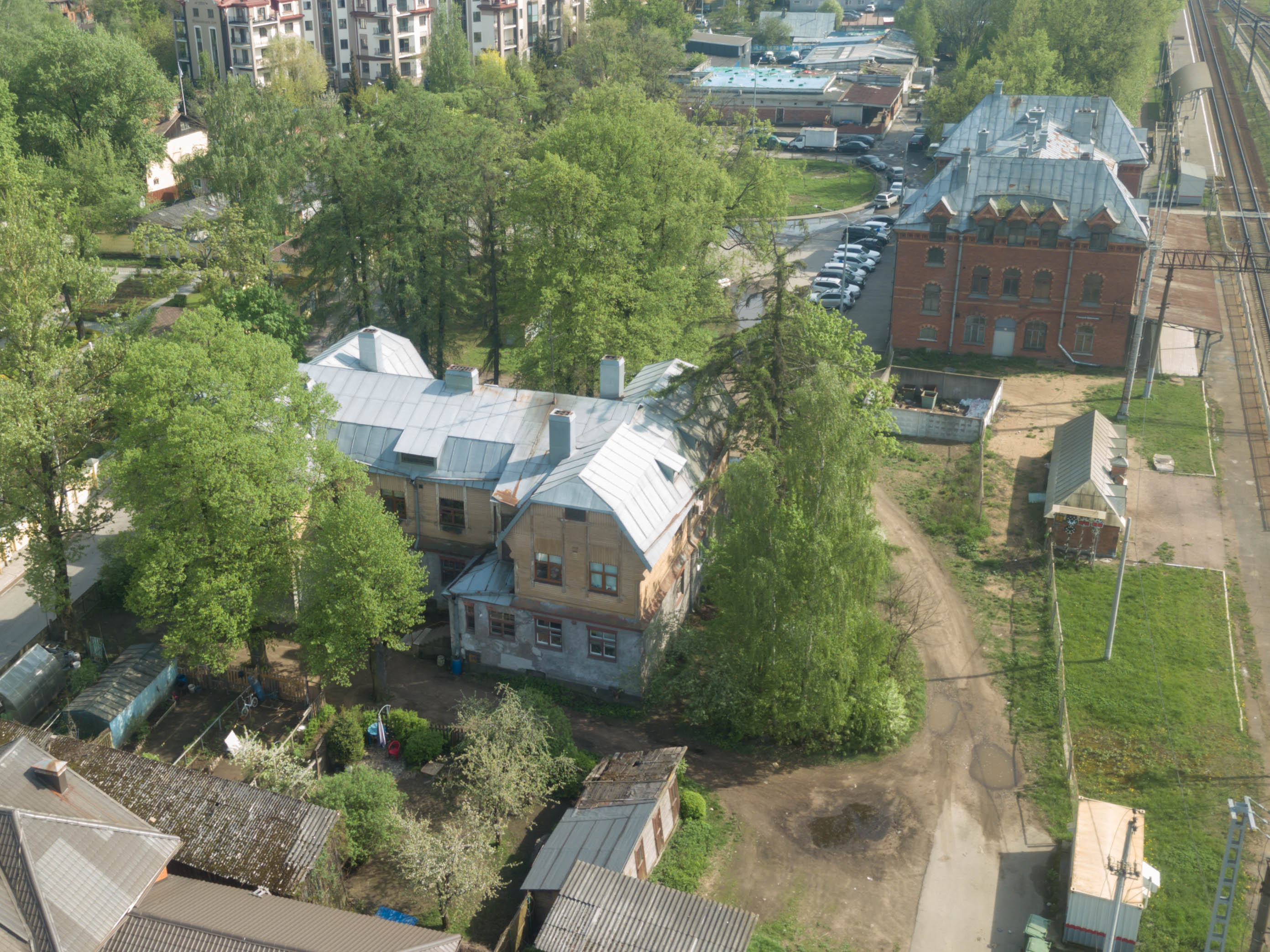
Вид на здания станции Шувалово сверху
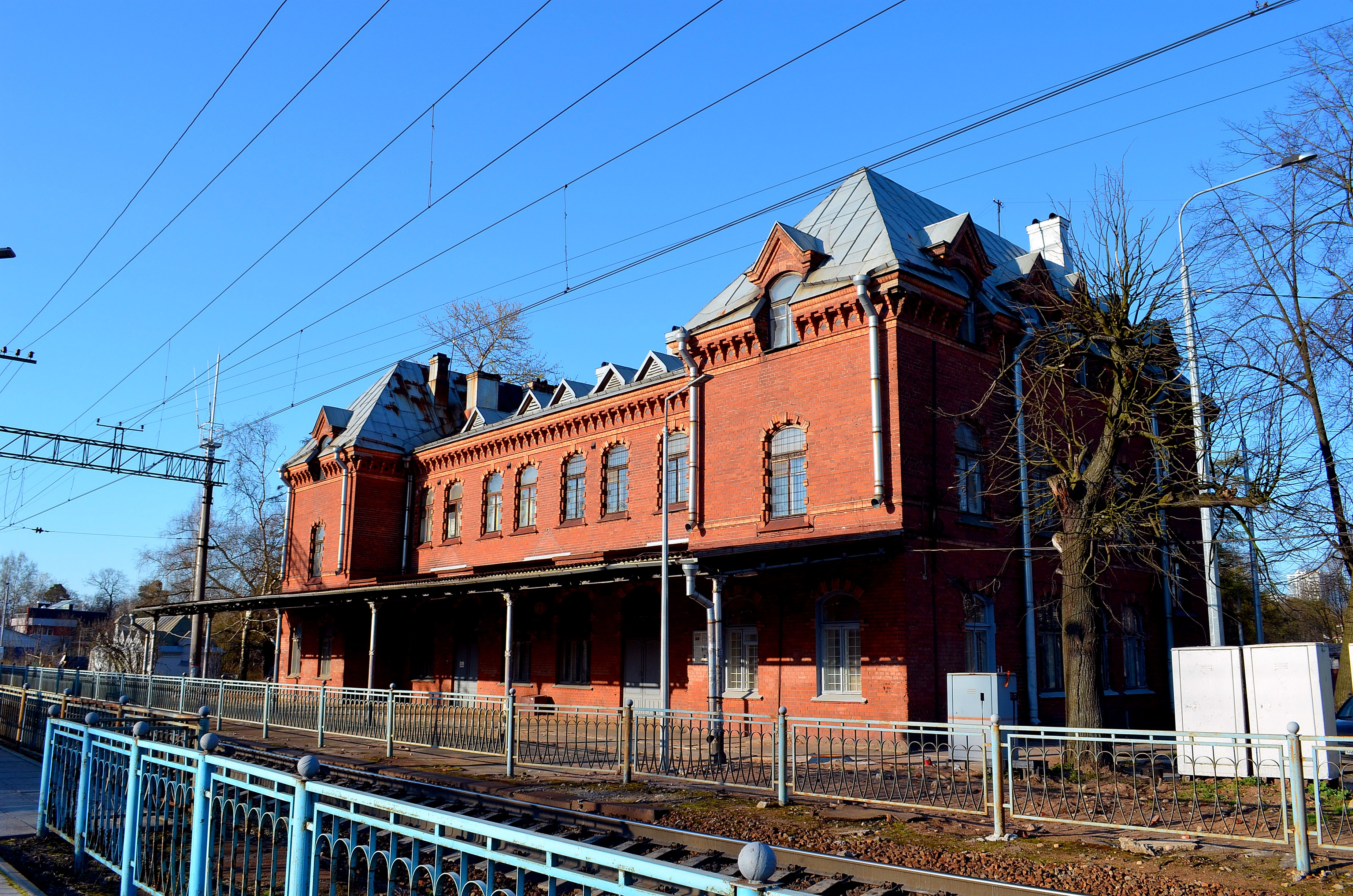
Вокзал станции Шувалово
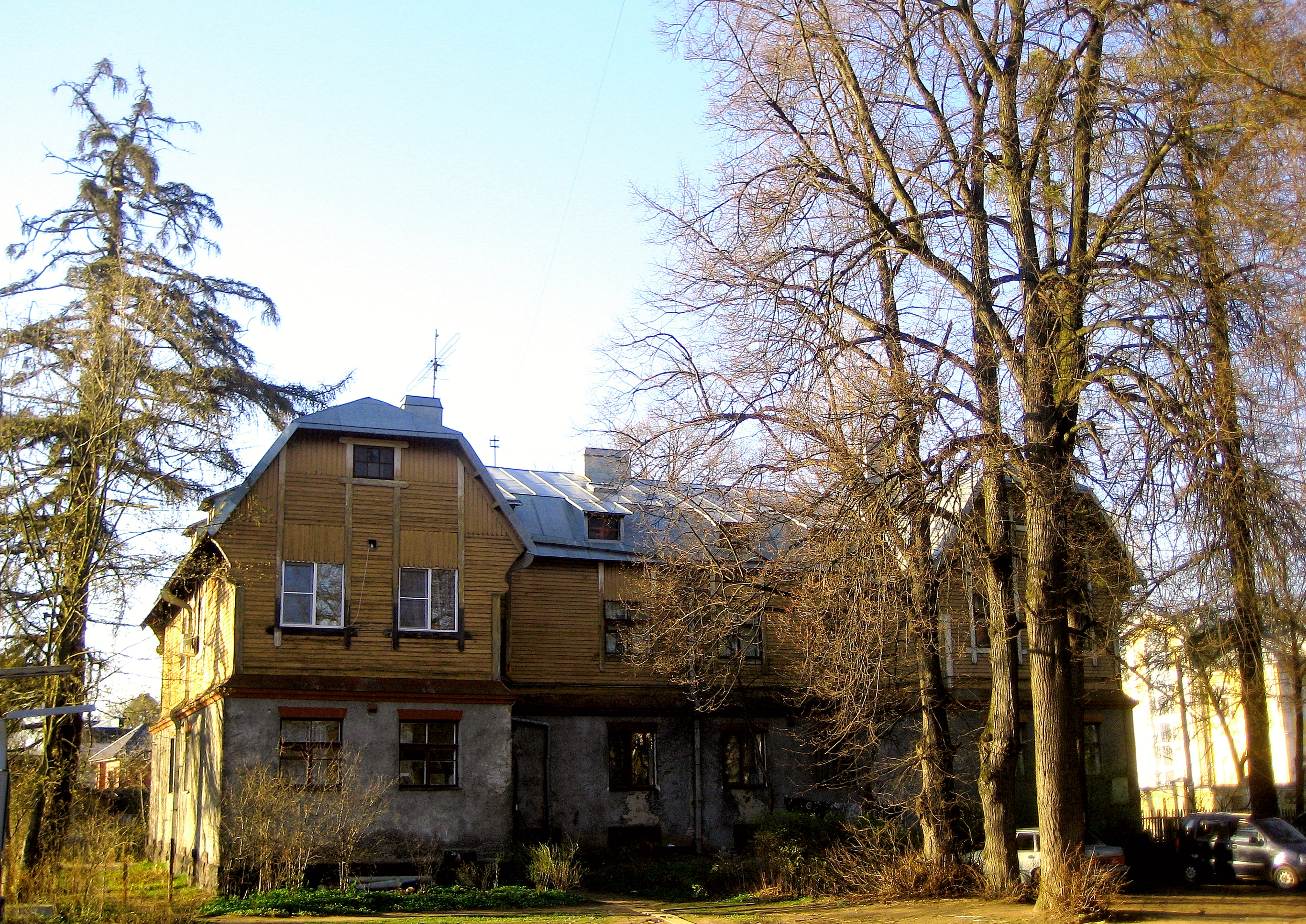
Дом финляндской железной дороги